# Димница
Димница (на гръцки: Ντιμνίτσα) е пещера край населишкото село Дамаскиния (Виделуща), Гърция, област Централна Македония.

## Местоположение
Пещерата е разположена източно от Дамаскиния в планината Одре (Одрия). Димница се нарича и цялата околна местност.

## Описание
Оформена е във варовикови мергели от миоценския период от оформянето на формацията Орле (Орлия) и е резултат от преминаването на подземна река. По стените са открити фосили на морски мекотели и бодлокожи.
Входът на пещерата е с източно изложение и се намира в коритото на река. На няколко метра от входа на пещерата са открити останки от стена, индикация за използването на пространството за конюшни за животни. Пещерата е с посока ЮЗ-СЗ и дължина ѝ достига 65 – 70 m. В края на коридора покривът рязко пада, но пещерата продължава поне още 15 m със същата морфология и на заден план отново се отварят големи зали. Сталактитната окраса на пещерата е оскъдна.
В пещерата са открити голям брой керамика и кости, предимно от дребни месоядни животни и гризачи, както и разпръснати дървени въглища. Керамиката е предимно ръчна изработка и датира от Късния неолит. Чирепите се различават по цвят на бледи, кафяви и с червен налеп. Почти всички имат добре полирана повърхност отвътре и отвън, с вертикални или хоризонтални следи от полиране. Идентифициран е ръбът на малка конична колба, както и част от ръба на затворен съд с гърло. Керамичният материал е грубо или среднообработен. Освен това е идентифициран фрагмент от голям съд с яркочервено покритие, вътрешна и външна полировка и писмена линеарна украса по външната повърхност. В допълнение към керамиката от неолита е открита и част от ръба на скифос от Елинистическата епоха.